# Marija Nikolajevna Kuzněcovová
Maria Nikolajevna Kuzněcovová-Benois (3. srpna 1880, Oděsa – 25. dubna 1966, Paříž) byla ruská operní zpěvačka (sopranistka) a tanečnice, v letech 1905–1917 sólistka Mariinského divadla. Účastnila se ruských sezón Sergeje Ďagileva.

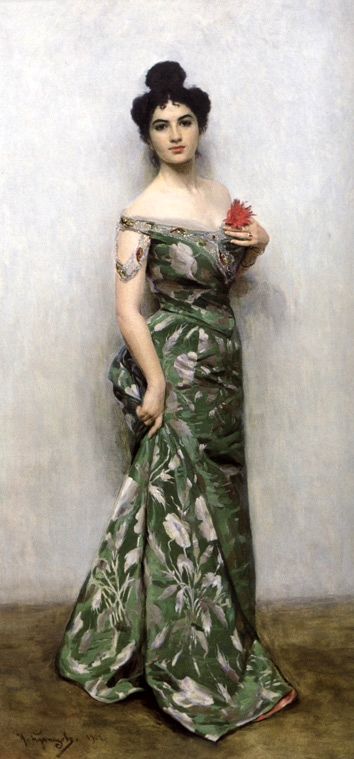
N. D. Kuzněcov. Portrét Marie Nikolajevny Kuzněcovové-Benoisové – malířovy dcery. 1901, olej na plátně. Petrohradské muzeum divadla a hudby

## Životopis
Byla dcerou slavného malíře, akademika N. D. Kuzněcova a neteří biologa I. I. Mečnikova a pravnučkou publicisty a pedagoga L. N. Nevachoviče. Byla třikrát vdaná, poprvé za syna malíře A. N. Benoise, podruhé za jistého Karepanova, a potřetí za průmyslníka Alfreda Masseneta, synovce skladatele Julese Masseneta.
Od dětství vyrůstala v atmosféře blízké umění, hostem v jejich domě býval např. Petr Iljič Čajkovskij. Studovala na baletní škole, poté studovala zpěv v Petrohradě, nejprve u italského učitele Martiho, poté u Joachima Tartakova.
Na operním jevišti debutovala v roce 1904 v Petrohradě (s divadelní společností A. A. Cereteliho). V letech 1905–1915 a v letech 1916–1917 sólistkou petrohradského Mariinského divadla. Po bolševické revoluci opustila Rusko a od roku 1917 žila ve Francii, založila Ruskou soukromou operu v Paříži.
Z prvního manželství s Albertem Albertovičem Benoisem (1879, Petrohrad – 1930, Šanghaj)  se narodil syn Michail Albertovič (2. října 1926). 

## Tvorba
Kuzněcovová zpívala premiéru v roli Fevronie v opeře N. A. Rimského-Korsakova „Pověst o neviditelném městě Kitěži a panně Fevronii“ a roli Kleopatry ve stejnojmenné opeře J. Masseneta.
Nejvýznamnější operní role:
- Antonida („Život za cara“, M. I. Glinka, 23. listopadu 1906 s I. V. Jeršov a F. I. Šaljapin),
- Ludmila („Ruslan a Ludmila“, M. I. Glinka, 7. prosince 1908 a 30. 9. 1911 s F. A. Šaljapinem),
- Olga („Rusalka“, A. S. Dargomyžskij, 18. prosince 1906 s L. V. Sobinovem a F. A. Šaljapinem),
- Tamara („Démon“, A. G. Rubinštejn, 30. prosince 1905, 26. ledna 1907 a 18. prosince 1909 s F. A. Šaljapinem),
- Taťána („Evžen Oněgin“, P. I. Čajkovskij),
- Kupava („Sněhurka“, N. A. Rimskij-Korsakov),
- Julie („Romeo a Julie“, Ch. Gounod),
- Carmen („Carmen“, G. Bizet, podle kritiků jedna z nejlepších na ruské scéně),
- Manon Lescaut („Manon“, J. Massenet),
- Thaïs („Thaïs“, J. Massenet),
- Violetta („La traviata“, G. Verdi),
- Cio-Cio-san („Madame Butterfly“, G. Puccini),
- Elsa („Lohengrin“, R. Wagner).

M. N. Kuzněcovová také často koncertovala. V roce 1918 podnikla společné turné s G. Pozemkovským po Švédsku. Její komorní repertoár zahrnoval díla evropských, ruských, ukrajinských skladatelů, romance P. I. Čajkovského a S. V. Rachmaninova i lidové písně.
Jako tanečnice se účastnila „Ruských sezón“ Sergeje Ďagileva (Potifarova manželka v baletu Legenda o Josefovi / Josephslegende od M. M. Fokina na hudbu R. Strausse z roku 1914) a příležitostně se účastnila baletních představení v Petrohradě a Moskvě. Ve 20. letech 20. století v Paříži a Londýně pořádala úspěšné večery španělských tanců (tančila za vlastního doprovodu kastanět. Kostýmy si šila sama podle návrhů Léona Baksta).
Po ukončení jevištní kariéry se usadila v Barceloně, kde vyučovala hudbu a byla poradkyní tamní opery. Poslední roky života strávila v Paříži, kde 25. dubna 1966 zemřela.